# Station Środa Śląska Miejska
Station Środa Śląska Miejska is een spoorwegstation in de Poolse plaats Środa Śląska.